# Radioactive Sago Project
Radioactive Sago Project es una banda de Filipinas de género Jazz, formada en 1999 en Ciudad Quezón. Como parte de la industria musical de Pinoy Rock, ellos han hecho una fusión de otros ritmos musicales como el Rock, rock alternativo, Ska punk, Jazz fusión y hasta Salsa. Si bien su música refleja con mensajes reflexivos como la situación política y el alcohlismo, drogas y otros elementos perjudiciales pora la sociedad, Lourd de Veyra, vocalista del grupo es quien ha recibido una serie de premiaciones.

## Álbumes
- Radioactive Sago Project Viva Records, 2000
- Urban Gulaman Terno Recordings, 2004.
- TMANSMFKPR* - Tangina Mo Andaming Nagugutom sa Mundo Fashionista Ka Pa Rin Terno Recordings, 2007

## Miembros
- Lourd Ernest De Veyra - vocalista
- Francis De Veyra - bajo
- Jay Gapasin - batería
- Junji Lerma - guitarras
- Wowie Ansano - trompeta
- Pards Tupas - trompeta
- Rastem Eugenio - saxofón
- Arwin Nava - percusión

## Videos musicales/singles
- Gusto ko ng Baboy (I Like Pigs)
- Astro
- Gin Pomelo
- Hola Hola
- Wasak na Wasak (Totally Wrecked)
- Alaala ni Batman (Memories of Batman)
- Alkohol (Alcohol)
- Kape (Café)

- Datos: Q5485694